# ألتنداغ
ألتنداغ منطقة في قلب العاصمة التركية أنقرة، كانت مهملة حتى القرن الحادي والعشرين حين قامت جمعية أهلية بترميم البيوت القديمة والطرق الجيدة في المنطقة ومشاريع مطاعم ومتاجر لتنشيط السياحة، خصوصا في رمضان، وإبراز الأهمية الثقافية لمدينة أنقرة.

## أعلام
- سيرول ديميرهان
- أتاغون ياجينكايا